# 桑多兰迪亚
桑多兰迪亚是巴西托坎廷斯州的一个市镇。总面积3528.609平方公里，总人口3443人，人口密度1人/平方公里。